# Kontinentális Kupa
A Kontinentális Kupa (rövidítve KK vagy COC – angolul –  Continental Cup) másodrangú versenysorozat a Síugró-világkupához képest. Ősz végén kezdődik, kvalifikálni roppant egyszerű: pontot kell szerezni valamilyen, a nemzetközi szövetség (FIS) rendezte versenyen (a FIS Kupán akár). A pontok számítása pont úgy történik, mint a Világkupában. A Kontinentális Kupa nyár elején kezdődik, és márciusban ér véget. Aki a Világkupában indult, az az adott idényben bármikor indulhat KK-kvalifikációkon is. A KK-ban néha indulnak neves versenyzők is, egy-két versenyen, ezért a végeredmény nem teljesen reprezentatív.

## A Kontinentális Kupa dobogósai
| Szezon    | 1. helyezés         | 2. helyezés         | 3. helyezés         |
| 1991/1992 | Andi Rauschmeier    | Franz Neuländtner   | Timo Lederer        |
| 1992/1993 | Franz Neuländtner   | Christian Moser     | Christoph Müller    |
| 1993/1994 | Ralf Gebstedt       | Ronny Hornschuh     | Klaus Huber         |
| 1994/1995 | Olli Happonen       | Martin Höllwarth    | Risto Jussilainen   |
| 1995/1996 | Stein Henrik Tuff   | Michael Kury        | Hansjörg Jäkle      |
| 1996/1997 | Hein-Arne Mathiesen | Simen Berntsen      | Roman Křenek        |
| 1997/1998 | Alexander Herr      | Falko Krismayr      | Damjan Fras         |
| 1998/1999 | Roland Audenrieth   | Marius Smariset     | Wilhelm Brenna      |
| 1999/2000 | Dirk Else           | Georg Späth         | Dennis Störl        |
| 2000/2001 | Akseli Lajunen      | Christoph Grillhösl | Lassi Huuskonen     |
| 2001/2002 | Michael Neumayer    | Janne Ylijaervi     | Jörg Ritzerfeld     |
| 2002/2003 | Stefan Thurnbichler | Morten Solem        | Michael Möllinger   |
| 2003/2004 | Olav Magne Dønnem   | Balthasar Schneider | Stefan Kaiser       |
| 2004/2005 | Anders Bardal       | Balthasar Schneider | Stefan Thurnbichler |
| 2005/2006 | Anders Bardal       | Morten Solem        | Mathias Hafele      |
| 2006/2007 | Balthasar Schneider | Morten Solem        | Stefan Thurnbichler |
| 2007/2008 | Stefan Thurnbichler | Bastian Kaltenböck  | Lars Bystøl         |
| 2008/2009 | Stefan Thurnbichler | Lukas Hlava         | Christian Ulmer     |
| 2009/2010 | David Unterberger   | Michael Hayböck     | Manuel Fettner      |
| 2010/2011 | Rok Zima            | Mario Innauer       | Andreas Wank        |
| 2011/2012 | Andreas Stjernen    | Kenneth Gangnes     | Michael Hayböck     |
| 2012/2013 | Fredrik Bjerkeengen | Marinus Kraus       | Matura Jan          |
| 2013/2014 | Manuel Fettner      | Nejc Dežman         | Rok Justin          |
| 2014/2015 | Anže Semenič        | Kenneth Gangnes     | Miran Zupančič      |
| 2015/2016 |                     |                     |                     |